# Ixodes bivari
Ixodes bivari este o specie de căpușe din genul Ixodes, familia Ixodidae, descrisă de Santos Dias în anul 1990.
Este endemică în Portugalia. Conform Catalogue of Life specia Ixodes bivari nu are subspecii cunoscute.